# Чемпіонат світу з художньої гімнастики 1993
Чемпіонат світу з художньої гімнастики 1993 пройшов з 4 по 7 листопада в місті Аліканте, Іспанія. У цьому чемпіонаті світу не було змагань з групової першості.

## Медалісти
| Дисципліна         | Золото                                                  | Срібло                                                       | Бронза                                                          |
| Команда            | Команда                                                 | Команда                                                      | Команда                                                         |
| ------------------ | ------------------------------------------------------- | ------------------------------------------------------------ | --------------------------------------------------------------- |
| Командна першість  | Болгарія Марія Петрова Юлія Байчева Браніміра Дімітрова | Україна Олена Вітриченко Катерина Серебрянська Олена Шумська | Росія Юлія Рослякова Аміна Заріпова                             |
| Особиста першість  |                                                         |                                                              |                                                                 |
| Абсолютна першість | Марія Петрова (BUL)                                     | Катерина Серебрянська (UKR)                                  | Аміна Заріпова (RUS)                                            |
| Вправа з м'ячем    | Марія Петрова (BUL)                                     | Олена Вітриченко (UKR)                                       | Юлія Рослякова (RUS) Катерина Серебрянська (UKR)                |
| Вправа зі стрічкою | Тетяна Огризко (BLR)                                    | Марія Петрова (BUL)                                          | Катерина Серебрянська (UKR)                                     |
| Вправа з булавами  | Кармен Аседо (ESP)                                      | Кароліна Паскуаль (ESP)                                      | Олена Вітриченко (UKR) Тетяна Огризко (BLR) Марія Петрова (BUL) |
| Вправа з скакалкою | Катерина Серебрянська (UKR)                             | Юлія Рослякова (RUS)                                         | Юлія Байчева (BUL)                                              |
| Вправа з обручем   | Марія Петрова (BUL)                                     | Катерина Серебрянська (UKR)                                  | Олена Вітриченко ( UKR)                                         |

## Медальний залік
| Місце               | Країна              | Золото | Срібло | Бронза | Загалом |
| ------------------- | ------------------- | ------ | ------ | ------ | ------- |
| 1                   | Болгарія            | 4      | 1      | 2      | 7       |
| 2                   | Україна             | 1      | 4      | 4      | 9       |
| 3                   | Іспанія             | 1      | 1      | 0      | 2       |
| 4                   | Білорусь            | 1      | 0      | 3      | 4       |
| 5                   | Росія               | 0      | 1      | 2      | 3       |
| Загалом (5 збірних) | Загалом (5 збірних) | 7      | 7      | 11     | 25      |